# Susanne Ring
Susanne Ring (* 1966 in Mainz) ist eine deutsche Malerin und Bildhauerin.

## Leben und Werk
Ring studierte in Berlin von 1989 bis 1996 an der Hochschule der Künste (heute Universität der Künste Berlin) bei Dieter Appelt und Christiane Möbus mit dem Titel Meisterschülerin als Abschluss. Von 2003 bis 2009 war sie künstlerische Mitarbeiterin der Fakultät Gestaltung an der Bauhaus-Universität Weimar und hatte die künstlerische Leitung im Studiengang Kunst. Von 2009 bis 2011 nahm sie eine Vertretungsprofessur für Keramik an der Hochschule für Bildende Künste Dresden wahr. An der Universität der Künste Berlin, der Burg Giebichenstein Kunsthochschule Halle, der Kunstuniversität Linz an der Universität Potsdam hatte sie von 2009 bis 2015 verschiedene Lehraufträge. 2014 erhielt sie an der Kunsthochschule Berlin-Weißensee den Abschluss Master of Arts. Von 2017 bis 2018 war sie akademische Mitarbeiterin Bereich Lehramt der Universität Potsdam und erhielt 2018 eine Professur für Kunst und Ästhetik in sozialen und pädagogischen Handlungsfeldern mit dem Schwerpunkt Bildende Kunst an der Fachhochschule Bielefeld.

## Anerkennungen und Preise (Auswahl)
- 1993: Stipendiatin der Cusanusstiftung, Bonn
- 1993: Erasmusstipendiatin am Royal College of Art, London
- 1994: Arbeitsstipendium im Waschhaus, Potsdam
- 1996: Georg Meistermann Stipendium
- 1998: Arbeitsstipendium Künstlerhaus Hooksiel
- 1998: Gustav Weidanz Preis für Plastik
- 2002: Barkenhoffstipendium, Künstlerhäuser Worpswede
- 2002: Arbeitsstipendium Rheinland-Pfalz
- 2016: Keramik Künstler Austausch, Stadttöpferei Neumünster

## Einzelausstellungen (Auswahl)
- 1994: „Ilyrische Geschwister“, Galerie Manfred Giesler, Berlin
- 1994: „Zukunft/Zukunst“, Europacenter, Berlin
- 1995: „Freiheit, Zucht und Ordnung“, Galerie Manfred Giesler, Berlin
- 1997: „Adieu, Schweinchen schlau“, Kunstadapter, Wiesbaden
- 1997: „Frau Hitt in Gondal“, Innsbruck
- 1998: „Ich habe Frau Hitt gesehen und andere Ensembles“, Badisches Landesmuseum Karlsruhe in der Majolika Manufaktur Karlsruhe
- 2000: „Susanne Ring zeigt Ensembles“, Galerie Weisser Elefant, Berlin
- 2000: „Susanne Ring“, Galerie Anette Röhr, Osnabrück
- 2001: „She devil – Icke ooch“, Galerie Éf, Tokio
- 2001: „Sleepingbag secrets“, Art:Berlin, Berlin
- 2003: „Looking back“, Kunsthalle Bremen
- 2004: „Sandbergbaum“, Pavillon, Gerhard-Marcks-Haus, Bremen
- 2005: „Sandbergbaum, Truppenverschiebung, Alphaweibchen“, Kunstverein Heidenheim
- 2006: „Cache Coeur goes no go zone“, Wasserturm, Kunsthalle Lingen
- 2007: „Smutnas – Lange Schatten“, BOX, Berlin
- 2007: Lumpengesindel, Kabinett im Kunsthaus Essen
- 2008: „Himmel und Hölle“, Saarländisches Künstlerhaus e.V., Saarbrücken
- 2009: „Himmel und Hölle“, Münsterländer Kunstverein, Coesfeld
- 2010: „VERHOLZEN III“, Galerie Cain Schulte Contemporary Art, Berlin
- 2012: Mirror Mirror, Galerie Idelmann, Gelsenkirchen
- 2015: Hypnowelten, Westwerk Hamburg
- 2016: „gutes Geleit“, Axel Obiger Berlin
- 2017: „Heimatbesuch“, Museum Kahnweilehaus, Rockenhausen
- 2018: „Superkind“, Galerie Idelmann, Gelsenkirchen

## Mitgliedschaften
- deutscher Künstlerbund
- Schoeler Berlin